# Équipe de Lituanie féminine de hockey sur gazon
Maillots
L'Équipe de Lituanie féminine de hockey sur gazon représente la Lituanie dans le hockey sur gazon féminin international.

## Palmarès

### Championnat d'Europe
- 1999 - 8e place

### Championnat II d'Europe
- 2005 - 6e place
- 2007 - 6e place
- 2009 - 8e place
- 2013 - 8e place
- 2021 - 8e place

### Championnat III d'Europe
- 2011 -
- 2015 -
- 2017 -
- 2019 -

### Ligue mondiale
- 2012-2013 - 1er tour
- 2014-2015 - 31e place
- 2016-2017 - 1er tour

### Hockey Series
- 2018-2019 - Open